# Linia kolejowa nr 658
Linia kolejowa nr 658 – jednotorowa, zelektryfikowana linia kolejowa znaczenia miejscowego łącząca rozjazdy numer 3 i 2 w rejonie Sk1 posterunku odgałęźnego Stawiska.

## Charakterystyka techniczna
Linia w całości jest klasy C3, maksymalny nacisk osi wynosi 221 kN dla lokomotyw oraz 196 kN dla wagonów, a maksymalny nacisk liniowy wynosi 71 kN (na metr bieżący toru). Linia wyposażona jest w sieć trakcyjną typu C120‑2C; dostosowana jest do maksymalnej prędkości 110 km/h; maksymalna obciążalność prądowa wynosi 1725 A, a minimalna odległość między odbierakami prądu 20 m. Linia zaopatrzona jest w elektromagnesy samoczynnego hamowanie pociągów. Linia podlega pod obszar konstrukcyjny ekspozytury Centrum Zarządzania Linii Kolejowych Sosnowiec, a także pod Zakład Linii Kolejowych w Sosnowcu. Prędkość maksymalna pociągów wynosi 30 km/h, natomiast prędkość konstrukcyjna wynosi 60 km/h.